# Platyplectrum spenceri
Espèce
Synonymes
- Limnodynastes spenceri Parker, 1940
- Opisthodon spenceri (Parker, 1940)

Statut de conservation UICN

 LC  : Préoccupation mineure
Platyplectrum spenceri est une espèce d'amphibiens de la famille des Limnodynastidae.

## Répartition
Cette espèce est endémique d'Australie. Elle se rencontre jusqu'à 1 000 m d'altitude dans toute la région centrale aride de l'Australie-Occidentale, dans le sud du Territoire du Nord et dans le nord de l'Australie-Méridionale,. Son aire de répartition couvre environ 1 240 000 km2.

## Description
L'holotype de Philoria loveridgei, un mâle, mesure 39 mm. Le paratype femelle mesure quant à lui 49 mm. Cette espèce a la face dorsale gris brunâtre pâle avec des marques irrégulières sombres. Sa tête est ornée d'une tache en forme de chevron. Sa face ventrale est uniformément blanche. Ses membres sont rayés de sombre.

## Étymologie
Son nom d'espèce lui a été donné en l'honneur de Sir Walter Baldwin Spencer, biologiste et anthropologue britanno-australien, qui avait classé l'holotype dans une série appartenant à l'espèce Platyplectrum ornatum.

## Publication originale
- Parker, 1940 : The Australasian frogs of the family Leptodactylidae. Novitates Zoologicae, vol. 42, no 1, p. 1-107 (texte intégral).